# Supermarine Spiteful
Supermarine Spiteful là một loại máy bay tiêm kích của Anh, do hãng Supermarine thiết kế chế tạo, sử dụng động cơ Rolls-Royce Griffon.

## Biến thể
- Spiteful F Mk 14
- Spiteful F Mk 15
- Spiteful F Mk 16
- Seafang F.Mk 31
- Seafang F.Mk 32

## Quốc gia sử dụng
Anh Quốc
- Không quân Hoàng gia

## Tính năng kỹ chiến thuật (Spiteful XIV)

Dữ liệu lấy từ Supermarine Aircraft since 1914 
Đặc điểm tổng quát
- Kíp lái: 1
- Chiều dài: 32 ft 11 in (10,03 m)
- Sải cánh: 35 ft 0 in (10,67 m)
- Chiều cao: 13 ft 5 in (4,09 m)
- Diện tích cánh: 210 ft² (19,5 m²)
- Trọng lượng rỗng: 7.350 lb (3.331 kg)
- Trọng lượng cất cánh tối đa: 9.950 lb (4.523 kg)
- Động cơ: 1 × Rolls-Royce Griffon 69, 2.375 hp (1.772 kW)

 Hiệu suất bay 
- Vận tốc cực đại: 483 mph (420 knot, 778 km/h) trên độ cao 21.000 ft (6.400 m)
- Tầm bay: 564 mi (490 hải lý, 908 km)
- Trần bay: 42.000 ft (12.800 m)
- Vận tốc lên cao: 4.890 ft/phút (24,8 m/s)

Trang bị vũ khí

- Súng: 4 × pháo Hispano Mk V 20 mm (.79 in)
- Rocket: 8-12 × rocket "60 lb" 3 inch
- Bom: 2 × quả bom 1.000 lb (450 kg)